# Església de fusta d'Undredal
L'església de fusta d'Undredal és una stavkirke de tipus A erigida durant la segona meitat del segle xii a Undredal, Noruega. És la menor de les stavkirke que romanen en ús, amb espai per únicament 40 seients.

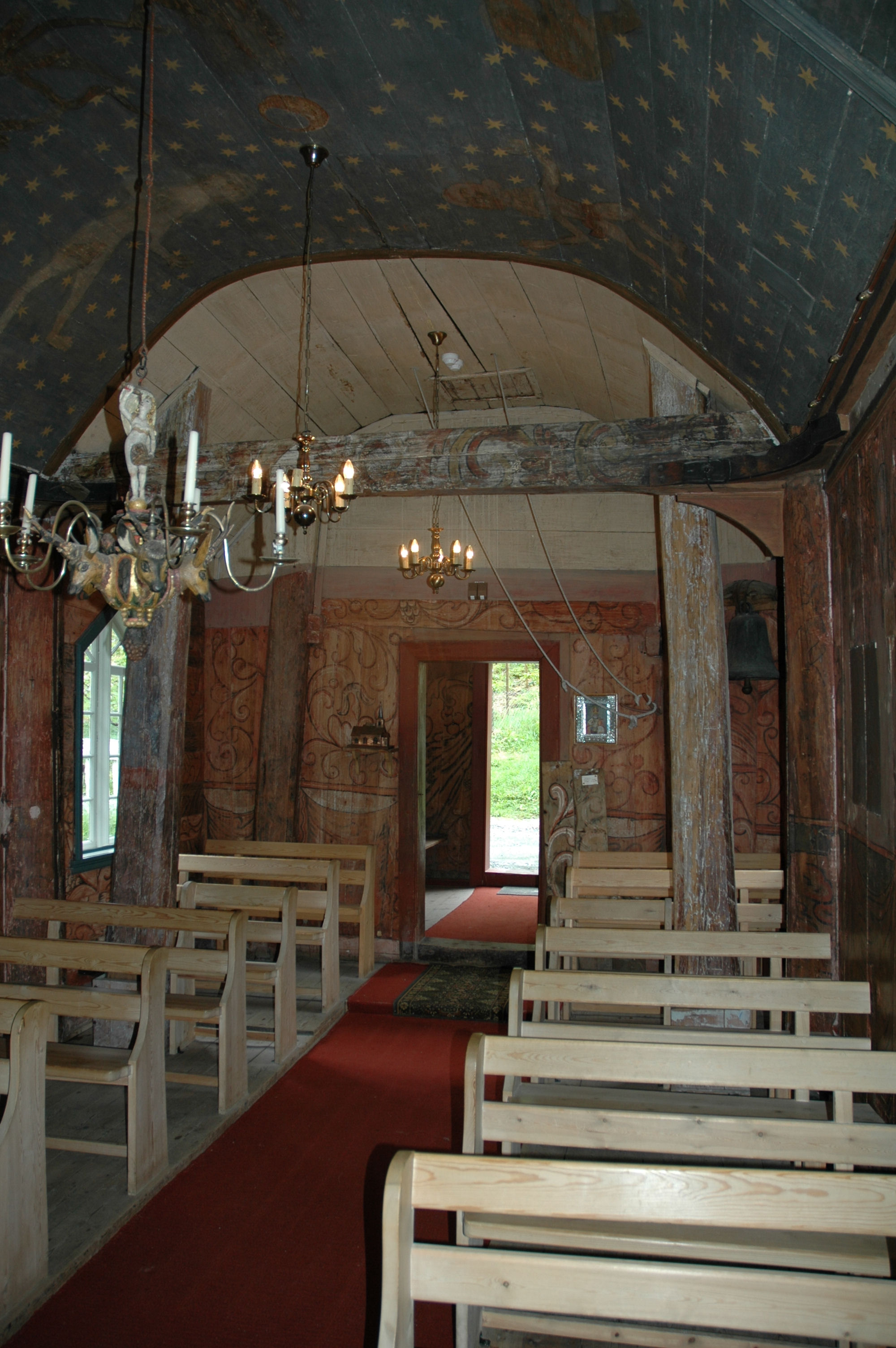
Interior de la nau, cap a l'occident.

L'edifici original ha passat per diferents modificacions al llarg del temps. Per això, el seu aspecte exterior poc té a veure amb les stavkirke medievals. També ha estat canviada de lloc més d'una vegada, l'última d'elles l'any 1913.
La seva planta consisteix, d'occident a orient, d'un vestíbul, una senzilla nau, i un petit cor de la mateixa amplària que la nau, encara que de menor elevació. Hi ha rastres d'un antic corredor al voltant de la nau. Una sola torre, al centre del costat occidental de la nau, alberga les dues campanes.
La nau és la part més antiga de l'església, i el cor és més recent. En el segle xvii es va pintar l'interior de les parets i el sostre amb motius bíblics i àngels. L'any 1722 es va demolir el corredor i es van introduir les primeres finestres. Cap a l'any 1850 es va expandir la nau pel costat occidental i es va erigir el vestíbul en aquest costat, a l'entrada principal. En aquest temps, l'interior de les parets va ser blanquejat. Després d'una extensa restauració feta l'any 1961, es va rentar la pintura blanca i van reaparèixer els murals del segle xvii. Una nova restauració es va dur a terme el 1984, que va renovar el sòl de l'interior del temple i el revestiment de fustes a l'exterior dels murs. Poc després es van reparar el sostre i la nau.

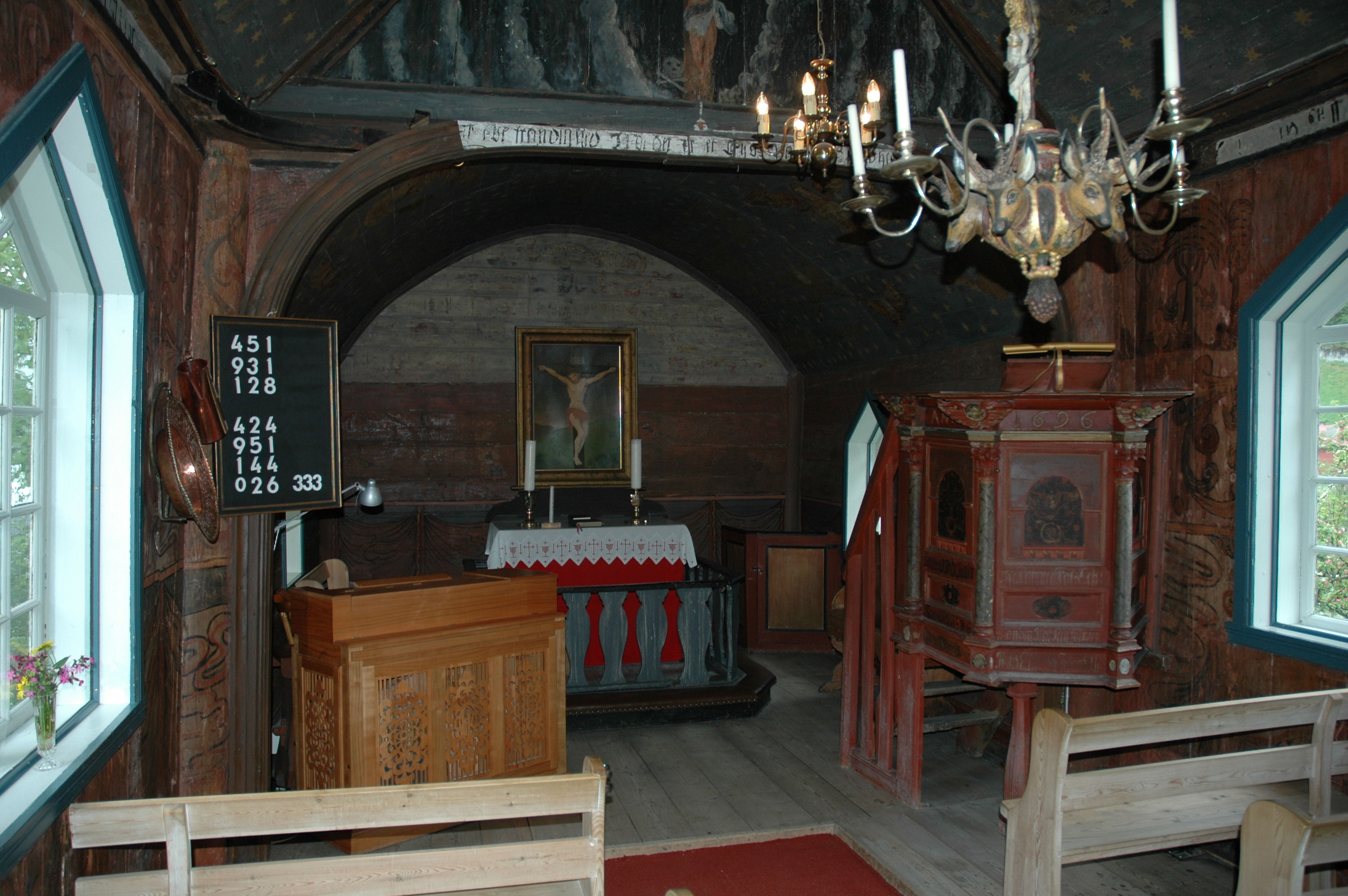
L'altar.

Entre l'inventari, són dignes d'esment un reclinatori de 1647, la pica baptismal de 1680, el púlpit de 1692 i dos palmatòries amb escuts que daten de 1702. A l'interior de l'església es conserva la primera campana, d'origen medieval, ara ja sense ús. En el campanar hi ha dues campanes més recents: una de 1881 i una altra de 1996. L'armadura del sostre està oculta per una espècie de volta de fusta; la del cor es troba pintada amb estels sobre un camp blau i figures d'àngels. Els murs de la nau conserven part de la decoració pictòrica del segle xvii.